# Emma Swan
Emma Swan „Wybawicielka” / była Mroczna – postać fikcyjna. Główna bohaterka serialu „Dawno, dawno temu”. Grała ją Jennifer Morrison oraz epizodycznie Abby Ross (nastoletnia Emma) i Mckenna Grace (młoda Emma).

## Przeszłość
Przed pierwszą klątwą
Emma urodziła się jako córka Królewny Śnieżki i Księcia z Bajki w dniu, kiedy Zła Królowa rzuciła Mroczną Klątwę. By ją pokonać, rodzice Emmy zostali zmuszeni do umieszczenia jej w szafie, już chwilę po urodzeniu. Zaczarowany mebel przeniósł ją do Świata Bez Magii z 1983 roku. Czas miał sprawić, że za 28 lat ich spotka i złamie klątwę.
Podczas pierwszej klątwy
Wcześniej przez szafę przeszedł Pinokio, który to został zobowiązany przez swego ojca do opieki nad „wybawicielką”. Razem trafili do jednego sierocińca, gdzie Pinokio porzucił Emmę.
Od tego czasu dziewczynka tułała się z jednego domu opieki do drugiego. Została zaadoptowana w wieku trzech lat, 1986 roku, ale oddano ją, gdy rodzinie urodziło się własne dziecko.
W 1989 roku, Emma z dziećmi poszła do kina na film „Miecz w kamieniu”. Pojawił się obok niej czarnoskóry mężczyzna i ostrzegł by – cokolwiek się będzie dziać – nie wyjmowała miecza z kamienia. Zniknął, gdy spuściła z niego wzrok.
W 1990 roku, odwiedził ją pewien nastolatek i namówił by nie paliła kartek z książki o baśniach, dotyczących „brzydkiego kaczątka”. Był to okres gdy uciekła z domu i przekonał, że jeśli mocni się w coś wierzy, można zmienić swoje przenaczenie. Musi tylko uwierzyć, że jest łabędziem, a nie kaczątkiem. Pod jego wpływem, Emma wróciła do systemu adopcyjnego i przyjęła nazwisko „Swan”.
W 1991 roku trafiła do Bostonu. Siedząc w pokoju, Emma miała wziąć udział w konkursie muzycznym. Nagrała nawet swój podkład pod piosenkę, lecz znajoma z sierocińca oznajmiła jej, że gdy wyjdzie na scenę, poczuje to samo co oni, czyli samotność. Emma odrzuciła kasetę z nagraniem, ale w końcu ją zachowała.
W 1993 roku ze słuchawkami na uszach i przeglądając książkę, nie zauważyła jak przez pokój patrzą na nią biologiczni rodzice, Mary Margaret Blanchard i David Nolan. Stali w Storybrooke, ale zdecydowali, że nie pójdą po córkę, gdyż wtedy nie byłaby „wybawczynią” i nie ocaliła by reszty mieszkańców przed mroczną klątwą.
W tym samym roku jedna z dziewczynek (Hannah Longworth) została adoptowana, 10-letnia Emma patrzyła wciąż na nią, gdy już siedziała w aucie z nową rodziną oraz, gdy odjechała. Ich opiekunka (Colleen Wheeler) zapewniła ją, że kiedyś sama znajdzie dom.
W 1998 roku uciekła z sierocińca, do Minnesoty. Tam spotkała Lily, dziewczynę taką jak ona. Zaprzyjaźniły się, lecz jej kłamstwo zniszczyło ich relację.
W 1999 roku 16-letnia Emma trafiła do kolejnego sierocińca, w Richfield, Minnesota. Tam zaopiekowała się nią Ingrid. Ona chciała być jej matką zastępczą z powodów osobistych, lecz jeden nierozważny krok z jej strony doprowadził do ucieczki dziewczyny od niej.
Trzy miesiące później, wiosną 1999 roku, Emma jeszcze raz spotkała Lily, ale ta ponownie ją oszukała. Emma straciła przy tym obiecującą rodzinę.
W 2001 roku. 18-letnia Emma w Portlandzie, stan Oregon, spotkała Neala Cassidy. Oczarował ją swoją szczerością, na pierwszej randce w parku rozrywki i oboje zakochali się w sobie, lecz porzucił ją. Wmieszana w kradzież zegarków, otrzymała wyrok 11 miesięcy w więzieniu o łagodnym rygorze w mieście Phoenix. August Wayne Booth przesłał jej anonimowo, w liście, kluczyki od samochodu do którego się włamała, tuż przed tym jak poznała Nela. Odsiadując wyrok, odkryła, że jest w ciąży.
Dziewięć miesięcy później i 60 dni przed wyjściem na wolność, o 8:15, urodziła syna w więziennym szpitalu. Nie chciała nawet na niego patrzeć, pomimo nalegań lekarza (Dave Mathews). Uważała, mimo łez, że nie może być matką.
W 2009 roku, dzięki radom Cleo Fox, stała się poręczycielem długów.
Skutecznie tropiła dłużników. W 2011 roku, dniu 28. urodzin, do jej drzwi zapukał mały chłopiec. Przedstawił się jako Henry, jej syn. To zszokowało Emmę, ale postanowiła go odwieźć do jego domu, do Storybrooke w stanie Maine.

## Teraźniejszość

### Sezon 1
W dniu 28. urodzin spotkała swego syna, Henry’ego Millsa, który zabrał ją do przeklętego miasteczka Storybooke. Tam, ciągle walcząc z tym, że jest „wybawicielką” i może ich ocalić, stopniowo łamała kolejne elementy mrocznej klątwy. Bezwiednie przywróciła wspomnienia panu Gold i czas w miasteczku zaczął płynąć. Zaczęła też przywracać szczęśliwe zakończenia: wybudzając Davida Nolan ze śpiączki poprzez koleżankę, rozbudzając życie uczuciowe swej współlokatorski Mary Margaret Blanchard. Zachęcając Ashley Boyd by wzięła się w garść. Spotkała też Ingrid, swą dawną matkę zastępczą, ale ta wymazała jej o tym pamięć. Zauroczyła się Grahamem Humbert, ale ten niespodziewanie zmarł. Została zastępcą szeryfa i uczestniczyła w akcji ratującej syna oraz Archie Hoppera, co zwróciło miastu świerszcze. Także dzięki sekretnemu wsparciu pana Gold. Połączyła dzieci Nicholasa i Avę Zimmer z ojcem, Michaelem Tillman.
Obserwując rozkwitający romans Davida z Mary Margaret, nalegała na przyjaciółkę by nie angażowała się w związek z żonatym mężczyzną. Wkrótce musiała też ją aresztować, gdyż Kathryn Nolan zaginęła. Emma starała się bronić Mary Margaret przed atakami Reginy i prokuratora Alberta Spencera. Nawiązała też sojusz z byłym podwładnym Reginy, Sidneyem Glass. Gdy rozpracowywali Reginę odkryła, że był szpiegiem wroga, natomiast niespodziewanie, Kathryn odnalazła się cała i zdrowa.
W tym samym czasie, Emma rywalizowała z Reginą o wychowanie nad synem Henrym. Zainteresowała się jego przeszłością i terapią u doktora Hoppera. Chłopiec usiłował jej przypomnieć, że jest ona „wybawczynią”. W tym działaniu wspierali go Jefferson i Pinokio/August Booth. W końcu, zniecierpliwiony, zjazd ciastko, które Regina przyrządziła z zatrutego jabłka by pogrążyć Emmę w klątwie snu. Swan przypomniała sobie wszystko, dotykając książki z baśniami syna, którą ten nieustannie ze sobą nosił. Podążyła do jaskini smoka by wydobyć z brzucha Maleficent eliksir prawdziwej miłości. Gold go ukradł, natomiast lekarze stwierdzili śmierć kliniczną u chłopca. Pocałowała syna w czoło na pożegnanie i wyznała, że go kocha. To złamało klątwę snu i mroczną klątwę. Niedługo potem purpurowa chmura pokryła całe miasto.

### Sezon 2
Magia zawitała do Storybrooke. Emma przywitała się z rodzicami, którzy tak jak inni mieszkańcy przypomnieli sobie kim są. Jednakże wskutek działania Golda i wysłanej na Reginę Zjawy, została zesłana wraz z matką do post-apokaliptycznego Zaczarowanego Lasu. Tam, po krótkotrwałych swarach, sprzymierzyły się z Aurorą i Mulan. W czwórkę musiały się przeciwstawić Killianowi „Hook” Jones współpracującemu z matką Reginy, Corą. Dzięki chwilowej wolcie kapitana Hooka, mogła razem z nim obrabować olbrzyma Antona z magicznego kompasu i magicznej fasolki. Dzięki temu ostatniemu i krótkiej walce, Emma z matką mogły powrócić do Storybrooke. Za nimi podążył jednak duet wrogów.
Powrót przywitał ich wiadomością o śmierci Archie Hoppera. Ta okazała się sfabrykowana, ale to wystarczyło by odtrącona Regina pojednała się z matką i wystąpiła przeciw Emmie z jej rodzicami. Emma powitała w mieście pierwszego obcego – Grega Mendell. Musiała też na kilka dni opuścić Storybrooke, gdyż była to winna panu Gold i zabrała ze sobą syna na poszukiwanie potomka Golda. Okazało się, że jest nim Baelfire/Neal Cassidy – ojciec Henry’ego i jej były chłopak. Tam Hook zaatakował Golda trucizną, przez co musieli się pozbyć pirata i po poznaniu Tamary – narzeczonej Neala – udać się do Storybrooke. Tam Cora planowała zostać nową Mroczną, ale Mary Margaret pokonała ją. Przeniosła chorobę Golda w jej serce i zmanipulowana Regina umieściła organ w swej matce, co zabiło Corę.
Po upewnieniu się, że wściekła Regina nie uśmierci Mary Margaret, Emma odkryła, że Tamara i Greg współpracują razem nad zniszczeniem magii. Ona i Regina ocaliły miasteczko przed zagładą, za cenę porwania ich syna i utraty Neala, którego Tamara postrzeliła i wysłała w portal do innego świata. Gold pokazał im, że został zabrany do Nibylandii toteż Emma, niedawno nawrócony Hook, jej rodzice, Gold i Regina podążyli tam z misją ratunkową.

### Sezon 3
W Krainie Bez Czasu, wszyscy zostali wciągnięci w grę z przebiegłym Piotrusiem Panem oraz pułkiem jego Zagubionych Chłopców z Felixem na czele. To tam po raz pierwszy przyznała się matce, że była sierotą i spotkała jeszcze raz żywego Neala. On i Hook zaczęli rywalizować o Emmę a ta została poddana szkoleniu przez Reginę by używała swej białej magii. Swan i jej drużyna otrzymała pomoc ze strony Dzwoneczka i Wendy Darling. Tuż po tym jak wyszło na jaw, że Piotruś jest ojcem Mrocznego, pana Gold, został pokonany. Dzięki Cieniowi Piotrusia, zabrany ze swoją drużyną do Storybrooke. Tam oszukał wszystkich i rzucił mroczną klątwę. Gold zabił ojca i siebie ratując syna oraz Belle przed śmiercią. Mrocznej klątwy nie udało się zakończyć, dlatego też Emma z Henrym musieli opuścić miasteczko. Po tym jak pożegnali się z rodziną, zapomnieli o czasie spędzonym w mieście, które zniknęło za ich plecami.
Emma sądziła, że jej mieszkanie w Bostonie spłonęło i dlatego z Henrym zamieszkali w Nowym Jorku. Tam, cztery miesiące po wyjeździe ze Storybrooke, poznała Walsha. Osiem miesięcy później Hook zdołał się przebić z Zaczarowanego Lasu i odpowiednim eliksirem zwrócił Emmie pamięć. Odrzucenie zaręcyn Walsha i pokazanie się jej jako latająca małpa, przekonało Emmę, że czas wrócić do nowego Storybrooke, do rodziny.
Wkrótce ona i jej najbliżsi, w tym ciężarna matka w trzecim trymestrze ciąży, odkryli, że za powrotem tej specyficznej miejscowości na mapę kryje się Zła Czarownica z Zachodu. To pociągnęło za sobą odkrycie, że Gold został wskrzeszony i zabrany tutaj. Śmierć Baelfire’a odkryła przed nimi tożsamość Złej Czarownicy. Na stypie po bohaterze, Zelena „Zła Czarownica z Zachodu”, ujawniła wszystkim, że jest przyrodnią siostrą Reginy od strony matki. Regina, powalona, lecz nie pokonana w walce z siostrą, zaczęła szkolić jeszcze intensywniej Emmę w panowaniu nad mocą. Dzięki świecy, którą kiedyś Mary Margaret użyła do zabicia Cory, rodzina Emmy dowiedziała się, że ciężarna Cora była zaręczona z dziadkiem od strony mamy Emmy – Leopoldem. Zanim jej babcia, Eva ją wydała. Zelena chciała zabić Evę zaklęciem za pośrednictwem portalu czasowego by Cora mogła ją wychować. Wtedy zaczęły się poszukiwania książki z baśniami Henry’ego. Gdy dotknął jej, uwierzył co wystarczyło do tego by tym razem Regina przełamała mroczną klątwę. Tym razem to rodzice Emmy rzucili klątwę sercem Davida a Regina przełamała na pół serce Śnieżki by ocalić ojca „wybawicielki”. Mary Margaret urodziła brata Emmy a ta pozwoliła sobie odebrać magię, gdy pocałowała usta Hooka przeklęte przez Zelenę. Regina pokonała siostrę swą białą magią i odebrała jej moc wisiora Oz. Jednakże po samobójstwie Zeleny, jej portal czasu otworzył się.
Wciągnął w siebie Emmę i Hooka, gdzie trafili do Zaczarowanego Lasu na kilka lat przed uderzeniem klątwy. Emma przez przypadek zakłóciła przebieg wypadków, opóźniając poznanie się jej rodziców. Z pomocą Rumplestiltskina próbowała to naprawić, ale została pochwycona przez Złą Królową do lochów. Stamtąd uwolniła nieznaną kobietę, którą zabrali do Storybrooke. Emma zrozumiała, że brakowało jej miłości rodziców. Zaczęła się do nich zwracać per „mamo” i „tato”. Gdy usłyszała od Hooka, że ten poświęcił swój statek „Jolly Roger” by zwrócić jej pamięć, pocałowała go. Imigrantka okazała się natomiast żoną Robin Hooda, ukochanego Reginy.
Pirat i Emma sprowadzili też bezwiednie jeszcze jednego gościa ze sobą.

### Sezon 4
Przyjazd Elsy do miasteczka zupełnie zmienił w nim temperaturę. Ona i Emma nawiązały ze sobą serdeczną przyjaźń, gdyż obie zmagały się z mocą jaką posiadały i groźbą odrzucenia przez rodzinę. Emma zgodziła się pomóc jej w poszukiwaniu siostry, Anny. Natomiast swą obecność ujawniła też Ingrid „Królowa Śniegu”. Skutecznie rozdzieliła Emmę z jej rodziną i spowodowała eksplozję mocy u „wybawicielki”. Gdy Elsa pomogła Swan zaakceptować to co posiada, Ingrid przejęła ich zdolności i rzuciła zaklęcie rozbitego wzroku by wszyscy mgli się pozabijać a same zostałyby w mieście. Sytuację uratowała Anna, która nieoczekiwanie znalazła się w mieście z narzeczonym Kristoffem. Przeczytała ciotce Ingrid list od ich własnej matki, że zawsze ją kochała i prosi o wybaczenie. Ingrid cofnęła swe zaklęcie popełniając samobójstwo, gdyż wiedziała, że będzie szczęśliwa z siostrami Gerdą i Helgą po śmierci. Wybawicielka wkrótce pożegnała gości, którzy przez portal, wrócili do swej ojczyzny do Aredelle.
Tymczasem, usiłowania Golda by uwolnić się od sztyletu mrocznego spełzły na niczym. Stracił on nie tylko serce Hooka, które Emma zwróciła ukochanemu, żonę Belle, która go wygnała z miasta, ale też kapelusz Merlina, dzięki któremu miał osiągnąć swój cel. Splot okoliczności sprawił, że Emma weszła w plan Reginy by odnaleźć Autora od baśni Henry’ego. Tego samego, na którym zależało panu Gold, oraz sprowadzonym przez niego do miasta Cruelli de Vil i Urszuli „Morskiej Wiedźmie”. Obie weszły do miasta, gdy pomogły Reginie i Emmie pokonać Czernaboga. Trio wskrzesiło przy tym Maleficent, używając kilku kropel krwi rodziców Emmy. Emma zaczęła się martwić o Reginę, gdy ta stała się podwójnym agentem, działającym jako szpieg na rzecz bohaterów w trójkącie kobiet. Te porwały młodziutkiego Pinokia, którego Gold zmienił ponownie w Augusta by ten wyjawił im co nieco informacji o Autorze. Hook zdołał rozdzielić Urszulę z pozostałymi paniami, zwracając jej szczęśliwe zakończenie, dzięki czemu połączyła się z ojcem Posejdonem. Ta, w zamian, przekazała im informacje, że Mroczny chce by Emma przeszła na stronę ciemności bo tylko ona zapewnia bohaterom szczęśliwe zakończenia. August wyjawił im, że kartka z drzwiami z książki o baśniach, prowadzi do Autora. David i Mary Margaret przyznali się przed córką o tym co zrobili kiedyś dziecku Maleficent w Zaczarowanym Lesie i próbie spalenia kartki. Emma uzyskała klucz do drzwi od syna i chciała uzyskać odpowiedzi. Uwolniła Autora, ale uciekł od nich.
Sama podjęła się udziału w misji uratowania Robin Hooda, gdyż Zła Czarownica z Zachodu udawała Lady Marian. Przerwała im Cruella, która to porwała Henry’ego by one zabiły Autora. Emma – nie znając przeszłości Cruelli – została zmuszona do pozbawienia życia kobiety. Wtedy Maleficent poprosiła Emmę by wyśledziła jej córkę, Lilith „Lily” Paige. Emma rozpoznała ją i odszukała z Reginą. Razem sprowadzili ją też do Storybrooke, zabierając także Robin Hooda z ciężarną Zeleną. Wybaczyła też rodzicom. Tymczasem Autor całkowicie zmienił rzeczywistość, czyniąc z Emmy w nowej alternatywnej rzeczywistości, pozbawioną mocy wariatkę. Henry powstrzymał go i stał się nowym Autorem. Jednocześnie mrok niemalże zabił Golda, więc został on poddany przez Ucznia czarodzieja egzorcyzmowi. Ciemna siła, uwolniła się i zamierzała wejść w Reginę, dopóki Emma nie chwyciła za sztylet mrocznego i sama stała się mroczną.

### Sezon 5
Jako czarnoksiężnik, przeniosła się do Camelotu, gdzie została poddana szkoleniu przez jej wyobrażenie Rumplestiltskina. Miała zabić Meridę, gdy Hook, jej rodzice i Regina z synem oraz kilku innych mieszkańców przeniosło się tutaj by ją powstrzymać. Emma uległa im i została zaproszona do Camelotu, przez króla Artura. Tam poznała Ginewrę, ale to Regina ogłosiła się „wybawczynią”, chroniąc Emmę. Swan była narażona na pokusy za każdym użyciem magii: gdy uratowała życie Robin Hooda po śmiertelnej ranie sir Percivala, przez sam sztylet, który wcześniej oddała Reginie czy Rumplestiltskina. Dopiero obecność Hooka pozwoliła na odepchnięcie Mrocznego z jej głowy. By uwolnić Merlina z drzewa, posunęła się do złamania własnego syna, wyrywając serce jego zauroczeniu by Violet celowo go rzuciła. Dzięki łzie Henry’ego, udało się przedsięwzięcie. Teraz mogli wypędzić z niej mrok. Rodzina Emmy miała zdobyć dolną część Excalibura. Sama z Merlinem wygrała walkę z Nimue, pierwszą mroczną. Odzyskanie dolnej części, mimo chwilowych trudności związanych z sojuszem Zeleny i Artura, zakończyło się tragicznie. Hook zmarł a Emma, by go ratować, odebrała magię Merlinowi i uczyniła ukochanego Mrocznym, wbrew jego woli. To pociągnęło za sobą, rzucenie przez Nimue, rękoma Hooka, trzeciej mrocznej klątwy. Emma odebrała jemu i rodzinie oraz znajomym wspomnienia by sama w Storybrooke mogła naprawić sytuację, zanim zostali przeniesieni.
W miasteczku, powzięła śmiały plan by odsunąć od siebie wszystkich i porwać Zelenę, by po tym jak urodzi dziecko, przelać w nią mrok i Excaliburem ściąć ją. Jednakże dolna część miecza ponownie została uwięziona w kamieniu przez Hooka. Dlatego kontrolowana przez nią Merida wyszkoliła Golda tak, że ten stał się bohaterem i wyjął dla mrocznej miecz za oddanie serca Meridzie. Emma połączyła sztylet mrocznego z Excaliburem w całość, ale tuż przed wykonaniem zadania, jej plan się nie powiódł. Zelena z Hookiem uwolnili się a Zła Czarownica z Zachodu pokazała, że Hook też jest mrocznym. Pirat zablokował magię Emmy i zabrał jej wspomnienia. By je odzyskać, podjęła tym razem współpracę z Henrym. Zwróciła pamięć tym wszystkim którzy byli z nią w Camelocie i dostrzegła plan Hooka. Zamierzał wskrzesić poprzednich mrocznych by wyssali białą magię. Piratowi udało się nawet ich sprowadzić z Zaświatów. Sam ukradł miecz od Emmy, ale w końcu przekonany przez Reginę i Emmę, zdradził czarnoksiężników. Uwięził wszystkich w mieczu, po czym Emma musiała go przebić nim. Przestała być mroczną, ale gdy dowiedziała się, że czarna magia przeszła ponownie do Golda, zaszantażowała go by jeszcze raz otworzył wrota do Zaświatów. Emma z rodziną, Goldem, Reginą i Robin Hoodem udała się tam by odzyskać Hooka. Zamierzała podzielic swoje serce by wręczuc mu swoją połowę – tak jak zrobili to jej rodzice tuż przed rzuceniem drugiej klątwy – by go odzyskać.
Tam spotkali się oko w oko z Hadesem, który pokrzyżował im plany, realizując swoje. Udało im się uwolnić kilka dusz z jego królestwa, jak ojca Reginy, matkę Zeleny, Herculesa, Megarę czy brata Hooka. Dzięki nim przeszli na Olimp, ale Emma z Mary Margaret i Reginą zostały uwięzione w Zaświatach. Dzięki Milah, Emma mogła uwolnić samego Hooka ze szponów boga podziemi. Po przybyciu Ruby do Podziemi za pomocą srebrnych pantofelków z Oz, dowiedzieli się, że Zelena pogrążyła Dorotkę Gale w klątwie snu. Ruby zabrała Mary Margaret do Storybrooke. Gdy sama Zelena, która przez przypadek trafiła do Zaświatów, została porwana przez Piotrusia Pana, Emma pomogła Hadesowi ją uwolnić. W zamian, Emma i wszyscy co jej towarzyszyli, mogli wrócić do domu. Niestety, musiała pozostawić Hooka w zaświatach. Starcie z Hadesem, doprowadziło ostatecznie do śmierci Robin Hooda z ręki Hadesa i samego boga podziemi zadanej przez Zelenę. Na pogrzebie „księcia złodziei” Emma spotkała Hooka, którego wskrzesił Zeus.
Ich szczęście przerwał plan Golda by wyssać magię Storybrooke oraz Henry’ego, by ją ostatecznie zniszczyć. To oraz nieoczekiwana podróż rodziców Emmy, Zeleny i Hooka do Krainy Niedokończonych Opowieści, doprowadziło do sprowadzenia Hyde’a i Jekylla do miasteczka. Regina zwróciła mu magię i rozdzieliła się ze swym złym ego, Złą Królową (serum), której zmiażdżyła serce jeszcze w Nowym Jorku.

### Sezon 6
Hyde zyskał prawo własności Storybrooke, dlatego sprowadził tu kilkunastu mieszkańców Krainy Niedokończonych Opowieści. On też wyjawił jej, że każdy z „wybawców” musi umrzeć z ręki złoczyńcy, który jest do niego przypisany. Nie wiedział kim on jest, ale może sam go tu sprowadził. Emma zaczęła się obawiać kiedy jej dłoń zaczęła się trząść a sama zaczęła doświadczać wizji własnej śmierci. Sama zaczęła chodzić do Archiego na sesje i miała teorię, że pod kapturem może być Regina. Po tym jak pomogła Ashley Boyd, zaproponowała piratowi wspólne mieszkanie. W końcu Zła Królowa (serum) pod powłoką Archiego zmusiła Swan do wyjawienia prawdy rodzinie, przez co Henry zaczął się czuć winny, że sprowadził tu matkę 3 lata wcześniej. Emma zaczęła szukać Aladyna, innego „wybawcę”, by udowodnić sobie, że przepowiednia się myli. Ten przekazał jej jednak nożyce przeznaczenia, których sam użył. Emma była tak kuszona perspektywą użycia nożyc, że oddała jej Killianowi by je ukrył. Ten zachował je co potem odkryli Henry i Emma. Zachował je bo chciał by żyła. Następnie Emma była świadkiem jak Królowa rzuciła naprzemienną klątwę snu na obie połówki serc jej rodziców, przez co gdy jedno było przebudzone, drugie spało. Przez krótki czas Emma i Regina zostały uwięzione w Krainie Luster, gdzie kiedyś przebywał Sydney Glass. Znalazły tam Smoka, który był pod kontrolą Królowej i ta kazała mu usmażyć je, dopóki Henry uwolnił je i mężczyznę spod jej kontroli. W końcu Królowa użyła Aladyna-dźina i wysłała Emmę do Krainy Życzenia.
Był to Zaczarowany Las nie naznaczony mroczną klątwą. W nim minęło 30 lat od wygnania Złej Królowej a jej rodzice zostali królem i królową. Emma poznała Balefire’a, ale ten zmarł krótko po narodzinach księcia Henry’ego, który miał teraz zostać pasowany na rycerza. Pinokio zniszczył portal przez który mieli się kiedyś przenieść a Hook stał się stary i otyły. Belle zmarła z głodu a Rumplestiltskin wciąż był więziony w lochu pod zrujnowanym pałacem pokonanej Królowej.
Emma żyła w tej ułudzie, gdzie spotkała m.in. starego Hooka, dopóki Regina brutalnie przypomniała jej kim jest. Same utknęły tam, gdy zjawił się Robin z Locksley. Do czasu gdy tutejszy Pinokio na nowo wydrążył magiczne drzwi w magicznym drzewie, które zabrały Reginę, Emmę i Robina do Storybrooke. Znalazła pierścionek zaręczynowy w rzeczach Killiana i zrozumiała, że jej się oświadczy.
Killian ne był jednak już tak skory do oświadczyn, gdy odkrył, że zabił jeszcze w Zaczarowanym Lesie dziadka Emmy, Roberta. Emma odkryła to a Killian rozłączył się z Emmą, gdy początkowo planował ucieczkę z Nautiliusa, a w końcu, został w nim uwięziony przez Gideona. Ten użył go jako szantażu wobec Emmy by zabiła Fionę, „Czarną Wróżkę”. Zgodziło się, co nieomal doprowadziło ją do śmierci, gdyż Gideon był kontrolowany przez Fionę. To doświadczenie otworzyło portal przez który Czarna Wróżka się prześlizgnęła. Obie spotkały się, jako że był predestynowane do wielkiego starcia ze sobą od wieków. Wróżkowy kwiat, który Gideon zostawił dla Emmy, umożliwił za to ściągnięcie Hooka przez Emmę z Nibylandii. Ten oświadczył się jej ponownie, co przyjęła. Swan była też pośród osób, które osłabiły i w końcu zdjęły działanie klątwy snu z jej rodziców. Skoro David wybaczył przyszytemu zięciowi, można było się skupić na planach ślubu i wesela. W międzyczasie, Gold zabrał Emmę i Gideona w świat snu by odszukać jego serce. Zachęcony przez Emmę, dowiedział się, że był „wybawcą”, który uwolni świat od wielkiego zła, czyli swej matki Fiony, ale sam zginie. Gold skłamał Emmie że pokonał Czarną Wróżkę, lecz ta pojawiła się przed nią. Emma zdołała ją pokonać piosenką, którą mieszkańcy Zaczarowanego Lasu na życzenie jej matki jeszcze przed pierwszą klątwą jej przekazali. Hook i Emma złożyli przysięgi małżeńskie, lecz wtedy dosięgła ich czarna klątwa Fiony. Emma była teraz pacjentką szpitala a Fiona, panią burmistrz, ale ostatecznie Czarna Wróżka zginęła z ręki syna, co złamało klątwę. Fiona przed śmiercią posłała Gideona by zabił Emmę, na co ta pozwoliła. Biała magia i pocałunek prawdziwej miłości od Henry’ego wskrzesił ją. Ona i Hook stali się małżeństwem szeryfów w miasteczku.

### Sezon 7
Kilka lat po Ostatecznej Bitwie, Kllian nauczył pasierba walki na szable i podarował mu butelkę mogącą przenosić wiadomości z jednego do drugiego świata. Emma była zachwycona, zanim jej syn wyruszył na poszukiwanie swego szczęśliwego zakończenia. Gdy zaszła z mężem w ciążę, Killian kazał jej odpoczywać i sam z Reginą udali się na ratunek Henry’emu do Magicznego Lasu. Emma przybyła jednak do nowego świata i sama oznajmiła swemu dorosłemu dziecku, że będzie mieć przyrodniego brata lub siostrę. Killian odłączył się od nich i Emma znalazła jego oraz odmłodzonego Hooka z Krainy Życzenia, który był ranny. Uratowała go od śmierci swą magią i nakłoniła go by towarzyszył jej synowi w misji odnalezienia Kopciuszka oraz własnej córki. Następnie z Killianem wrócili przez portal – bez Reginy, która na zaproszenie Henry’ego została z nim – do Storybrooke.
Rok później, z córką Hope w ramionach, uczestniczyła wraz z mężem w koronacji Reginy na pierwszą elekcyjną królową Zjednoczonych Krain (Oz, Nibylandii, Olimpu, pałacu Śnieżki i Księcia, Arendell, Camelotu itd.), które umieściła obok Storybrooke. Prowadzili ją jej rodzice oraz rodzina syna i pozostali mieszkańcy nowej rzeczywistości.